# Heimbach (Kupfer)
Der Heimbach ist ein etwas weniger als einen Kilometer langer Bach in der zentralen Gemarkung der Gemeinde Kupferzell im Hohenlohekreis im nordöstlichen Baden-Württemberg, der nach nordöstlichem Lauf am Südrand von Kupferzell von links in die obere Kupfer mündet.

## Geographie

### Verlauf
Der Heimbach entspringt auf etwa 344 m ü. NHN in der Feldhecke am Ostrand des Einzelanwesens in den Obere Maien etwa 200 Meter südlich der Siedlungsgrenze des Dorfes Kupferzell. Er fließt zunächst etwa ostwärts und unterquert nach weniger als hundert Metern den Damm der ehemaligen Kochertalbahn, auf deren Trasse heute ein asphaltierter Randweg verläuft. Nach noch einmal so kurzem Abschnitt unterquert er die Gemeindestraße von Kupferzell nach Hesselbronn, woraufhin er in einer einsetzenden Begleitgalerie einen kleinen Teich am rechten Ufer passiert, der ebenfalls an drei Seiten von einer Galerie gesäumt ist.
Dann schwenkt der Bach auf geschlängelt nordöstlichen Lauf neben seiner Galerie aus meist Eschen, Schwarz- und Grauerlen, die Weiden-, Holunder- und anderes Gesträuch überragen. Rechtsseits grenzt das Ackergewann Heimbach an. Der Bach ist dort bis zu einem Meter breit, sein Bett etwa einen halben Meter eingetieft, auf  seinem Grund liegen Sand und Steine. Nach etwa einem Viertelkilometer setzt die Begleitgalerie für etwa fünfzig Meter aus, dann aber für weitere fünfzig Meter wieder ein bis zum ausgebauten Feldweg der Riedenstraße.
Jenseits dieser läuft der Bach ohne höheren Bewuchs am Ufer in einem schmalen Grünstreifen zwischen Acker und Wiese weitere etwa hundertfünfzig Meter im inzwischen sehr flachen Terrain der Flussaue fort. Dann fließt er auf etwa 327 m ü. NHN gegenüber dem Auensportplatz am Südrand von Kupferzell von links in die obere Kupfer ein.
Der auf ganzer Länge nur unbeständig wasserführende Heimbach mündet nach etwa 0,8 km langem Lauf mit mittlerem Sohlgefälle von etwa 21 ‰ rund 17 Höhenmeter unterhalb seines Ursprungs. Er hat heute außer dem zeitweiligen Teichabfluss keinen offenen Zufluss.
Jedoch besaß er nach einer topographischen Karte aus der ersten Hälfte des 20. Jahrhunderts damals zwei rechte Zuflüsse im Bereich des genannten Teiches, die beide mit ihrer Länge von beidesmal rund 0,7 km sogar deutlich länger als sein eigener Lauf bis zur Zumündung waren. Der erste entstand in der Geländemulde Rainklinge und floss etwa nordnordöstlich, der zweite entstand an den Gewannen Bächle und Zelleracker nördlich von Hesselbronn, er floss etwa nordnordwestlich. Heute gibt es keine Spur mehr von beiden Bächen, die früher ebenfalls nur unbeständigen Durchfluss hatten, und in ihren Teileinzugsgebieten, die einen Großteil zum Heimbach-Einzugsgebiet beitragen, erstrecken sich weite Äcker.

### Einzugsgebiet
Der Heimbach hat ein 1,0 km² großes Einzugsgebiet, das naturräumlich zur Kupferzeller Ebene und Kocheneck gehört, einem Teil des Unterraums Westliche Hohenloher Ebene der Hohenloher und Haller Ebene. Der mit etwa 360 m ü. NHN höchste Punkt liegt am Südwesteck an der B 19 westnordwestlich von Hesselbronn. Das Gebiet hat keinen Waldanteil und ist heute weithin von großen, flurbereinigten Äckern bedeckt.
Es gehört ganz zur Gemeinde Kupferzell, in dessen zentraler Teilgemarkung auch der größte Flächenanteil liegt, der übrige fast nur im Süden nahe bei Hesselbronn dagegen in der Teilgemarkung von Westernach. Besiedelt ist es nur mit dem Einzelanwesen am Bachursprung und wenigen Häusern am Südrand des Dorfes Kupferzell.
Reihum grenzen die Einzugsgebiete der folgenden Nachbargewässer an:
- Im Nordwesten fließt der Westseite der B 19 entlang der Ellbach unterhalb von Kupferzell von links in die Kupfer ein;
- im Süden entwässern der Katzenbach und sein Zufluss Hintere-Wiesen-Graben oberhalb des Heimbachs in die Kupfer;
- im Süden grenzt das obere Einzugsgebiet der Sall an, die abwärts der Kupfer ebenfalls in den Kocher mündet.

### Zuflüsse und Seen
Der Heimbach hat heute keine offenen Zuflüsse mehr.
Er passiert einen Teich rechts am Ufer auf etwa 340 m ü. NHN einen knappen Viertelkilometer östlich des Einzelanwesens in den Obere Maien, etwas unter 0,1 ha.

## Geologie
Der Heimbach entsteht in Schichthöhe des Lettenkeupers (Erfurt-Formation). Nach etwa der Hälfte des Laufes steht nur am linken Hang Oberer Muschelkalk an, der auch gegenüber der Mündung am rechten Hang der Kupfertalmulde ausstreicht.
Der weit überwiegende Teil des Einzugsgebietes ist jedoch von geologisch viel jüngeren Schichten überdeckt, vor allem von Lösssediment aus quartärer Ablagerung im westlichen und südlichen Einzugsgebiet, in geringerem Maße von Schwemmlandbändern um den Heimbach und um die ehemaligen beiden Zuläufe.
Der Nordostlauf des Baches unterhalb des Teiches folgt einer vermuteten Störungslinie, die am Unterlauf Oberen Muschelkalk im Nordwesten auf der Hochscholle gegenüber Lettenkeupers auf der Teifscholle im Südwesten versetzt.

## Natur und Schutzgebiete
Der Südosten des Einzugsgebietes liegt in Wasserschutzgebiet, das innerhalb aber keine Wasserfassung hat.

### LUBW
Amtliche Online-Gewässerkarte mit passendem Ausschnitt und den hier benutzten Layern: Lauf und Einzugsgebiet des Heimbachs

Allgemeiner Einstieg ohne Voreinstellungen und Layer: Daten- und Kartendienst der Landesanstalt für Umwelt Baden-Württemberg (LUBW) (Hinweise)
1. 1 2  Name Heimbach erschlossen aus dem des nach dem Layer Liegenschaften und Gewässer über eine Bachstrecke von 0,5 km bis ans rechte Ufer reichenden Gewanns Heimbach.
2. 1 2 3 4  Höhe nach dem Höhenlinienbild auf dem Hintergrundlayer Topographische Karte.
3. 1 2  Länge abgemessen auf dem Hintergrundlayer Topographische Karte.
4. ↑  Einzugsgebiet abgemessen auf dem Hintergrundlayer Topographische Karte.
5. ↑  Natur teilweise nach dem Layer Geschützte Biotope.
6. ↑  Seefläche nach dem Layer Stehende Gewässer.
7. ↑  Schutzgebiet nach dem einschlägigen Layer.

### Andere Belege
1. ↑  Frühere Zuflüsse nach:
  - Meßtischblatt 6724 Künzelsau von 1932 in der Deutschen Fotothek
2. ↑  Wolf-Dieter Sick: Geographische Landesaufnahme: Die naturräumlichen Einheiten auf Blatt 162 Rothenburg o. d. Tauber. Bundesanstalt für Landeskunde, Bad Godesberg 1962. → Online-Karte (PDF; 4,7 MB)
3. ↑  Geologie nach den Layern zu Geologische Karte 1:50.000 auf: Mapserver des Landesamtes für Geologie, Rohstoffe und Bergbau (LGRB) (Hinweise)